# 阿尔古卜
阿尔古卜是西撒哈拉一城镇，由摩洛哥达赫拉-乌德埃德达哈布大区黄金谷地省管辖。根据摩洛哥2004年的统计数据，阿尔古卜共有1012户，5345人。